# Cape Winelands

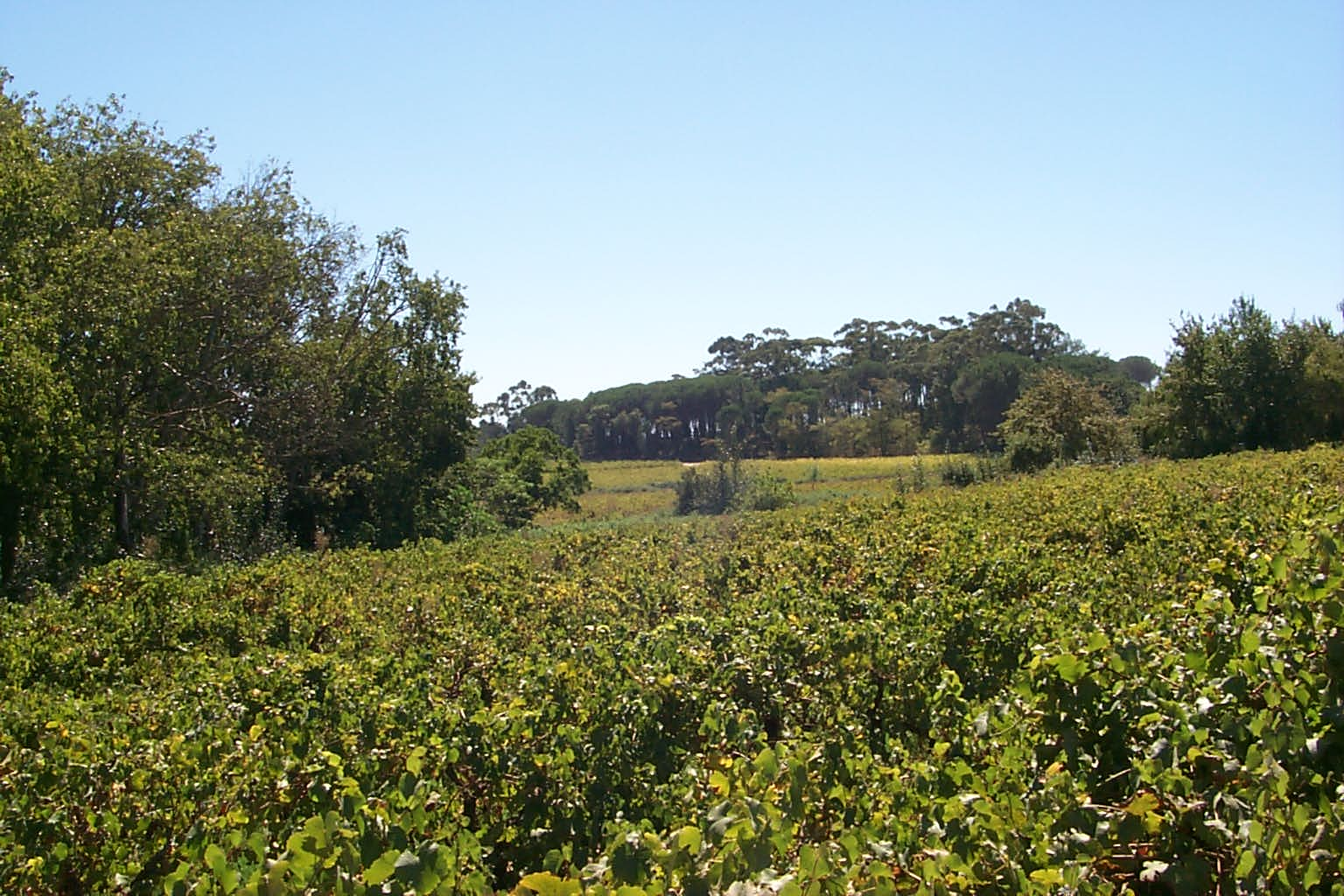
Winnice w regionie Cape Winelands

Cape Winelands – region produkcji wina w okolicach miasta Stellenbosch w Prowincji Przylądkowej Zachodniej w Południowej Afryce.
Jest to najstarszy obszar uprawy winorośli w tym kraju – pierwsze plantacje założył tu Jan van Riebeeck, jednak poważną produkcję rozpoczęto tu dopiero po przybyciu Simona van der Stela w 1679 roku oraz francuskich hugenotów w latach 1688–1690 (ci ostatni osiedlali się zwłaszcza w rejonie miasta Franschhoek).
W 2007 roku region winiarski Cape Winelands został wpisany na listę rezerwatów biosfery UNESCO.